# Vangueria dryadum
Vangueria dryadum är en måreväxtart som beskrevs av Spencer Le Marchant Moore. Vangueria dryadum ingår i släktet Vangueria och familjen måreväxter. Inga underarter finns listade i Catalogue of Life.